# بلا موطن
بلا موطن (بالفرنسية: Apatride)‏ هو فيلم مغربي من إخراج نرجس النجار سنة 2018، و بطولة كل من الغالية بن زاوية، أفيشاي بنعزرا، عزيز الفاضلي، نادية النيازي، محمد نظيف، وآخرون.
يلقي الفيلم الضوء على قضية المغاربة الذين تم طردهم من الجزائر سنة 1975.

## القصة
يحكي الفيلم قصّة فتاة لا يتجاوز عمرها 12 سنة، تمّ ترحيلها سنة 1975 مع والدها من الجزائر إلى المملكة المغربية، مما جعلها تعيش أزمة نتيجة فراقها عن والدتها التي ظلّت في الجزائر. ويتطرّق الفيلم إلى أزمة الحدود بين المغرب والجزائر.

## وصلات خارجية
- بلا موطن على موقع IMDb (الإنجليزية)
- بلا موطن على موقع فيلمافينيتي (الإسبانية)
- بلا موطن على موقع قاعدة بيانات الفيلم (الإنجليزية)
- بلا موطن على موقع ليتربوكسد (الإنجليزية)
- بلا موطن على موقع كينوبويسك (الروسية)